# Saint-Jérôme
Saint-Jérôme è una città del Canada, nella regione di Laurentides della provincia del Québec.

## Storia

### Simboli
Lo stemma è stato adottato ufficialmente il 6 gennaio 2003.
Il leone rampante con un pastorale tra le branche è simbolo di san Girolamo, patrono della città, che nell'iconografia tradizionale è sempre raffigurato accompagnato da un leone. Il leone è inoltre simbolo della forza, del coraggio e dello spirito di innovazione che caratterizza la città. Il pastorale rappresenta anche la diocesi la cui sede episcopale e la cattedrale si trovano a Saint-Jérôme, e sottolinea il ruolo della Chiesa nello sviluppo della città, specialmente nella figura di Antoine Labelle (1833–1891) soprannominato il "Re del Nord". Altri elementi nello stemma sono un richiamo ai territori a cui Saint-Jérôme appartiene: il Quebec è rappresentato dal fiore di iris (Iris versicolor), simbolo floreale ufficiale della provincia dal 5 novembre 1999; il Laurentides è simboleggiato dal pino bianco, ripreso dallo stemma della regione. Il colore dominante blu dello scudo allude alle acque del fiume Nord che lo attraversa. Lo smalto d'oro del leone fa riferimento alla luce dell'estate, la porpora dell'iris rappresenta l'autunno, il verde del pino la primavera e il bianco nella parte alta dello scudo allude all'inverno.
La corona muraria con tre torri visibili che sormonta lo scudo ribadisce il ruolo di capoluogo regionale di Saint-Jérôme.
Il motto in francese significa "Per nostra volontà" e afferma la fiducia degli abitanti nelle proprie capacità e la determinazione nel costruire la loro storia.